# Bulbothrix haleana
Bulbothrix haleana är en lavart som beskrevs av Sérus. Bulbothrix haleana ingår i släktet Bulbothrix och familjen Parmeliaceae.   Inga underarter finns listade i Catalogue of Life.